# Mielul turbat
Mielul turbat este o piesă de teatru de Aurel Baranga. Este o comedie în trei acte care a avut premiera la  24 septembrie 1958.

## Prezentare
Mielul turbat prezintă un subiect de actualitate pentru anii 1950 - birocrația cu care se confruntă oamenii muncii cu inițiativă. Piesa are loc în cabinetul tehnic al unei mari întreprinderi unde sunt aprobate sau respinse diverse inovații tehnice.
Spiridon Biserică este un modest salariat care încearcă de mult timp să propună fabricarea unei noi chei franceze. După ce se află unele zvonuri despre un supra-control, membrii cabinetului tehnic îl aleg pe muncitorul Spiridon Biserică ca membru. Acesta , peste noapte, se transformă și capătă un curaj fenomenal, acuzând incompetența, duplicitatea și impostura șefilor săi. El dovedește un mare curaj pentru acele timpuri, fiind catalogat drept miel turbat. 

## Personaje
- Spiridon Biserică, muncitor, ales membru al cabinetului tehnic
- Mitică Ionescu
- Radu Cristescu, inginerul-șef
- ing. Mircea Cavafu
- Toma Dumitrescu, responsabil al cabinetului tehnic
- Vasile Bontaș, referentul tehnic
- Maria Pricop, desenatoare
- Margareta
- Tache Imireanu
- Doctorul
- Dumitru Ionescu-Perjoiu, secretarul organizației de partid

## Reprezentații
24 septembrie 1958 - regia Valeriu Grama, cu Marcel Segărceanu ca Spiridon Biserică,  Zaharia Volbea și Constantin Adamovici ca Mitică Ionescu, Dorel Urlățeanu ca Radu Cristescu, Ion Marinescu ca Mircea Cavafu, Constantin Simionescu ca Toma Dumitrescu, Ioan Pater ca Vasile Bontaș, Natalia Lefescu ca Maria Pricop,  Doina Ioja Vasiu ca Margareta Petrescu, Radu Reisel ca Dr. Vintilă Bratu, Gheorghe V. Gheorghe ca Tache Imireanu, Eugen Țugulea ca Gămălie Nicolae, Ilie Iliescu ca Haralamb Dumitru, Eugen Nagy ca Cociașu Vintilă, Grig Schițcu ca Primul funcționar, Nicolae Toma ca Al doilea funcționar și Valeriu Grama ca  Al treilea funcționar.
La 5 mai 1959 la Teatrul Tineretului din Piatra Neamț are loc prima reprezentație a piesei în regia lui Cornel Todea, scenografia de Andrei Brădeanu. Rolurile principale au fost interpretate de Gheorghe Popovici Poenaru ca Spiridon Biserică, George Motoi ca Mitică Ionescu, Ion Ghișe ca Radu Cristescu, Radu Voicescu ca Mircea Cavafu, Cosma Brașoveanu ca Toma Dumitrescu, Dumitru Chesa ca Vasile Bontaș, Zoe Muscan Dragomirescu ca Maria Pricop, Atena Zahariade ca Margareta, Ion Teodorescu ca Tache Imireanu, Valentin Plătăreanu ca Doctorul și Virgil Marsellos ca Perjoiu.
10 decembrie 1977 - Teatrul National Cluj - regia Victor Tudor Popa, cu Dorel Vișan ca Spiridon Biserică, Petre Băcioiu ca Vasile Bonta, Ion Banu ca Tache Imireanu, Radu Ițcuș ca Mircea Cavafu.

## Teatru radiofonic
- Mielul turbat - cu Alexandru Giugaru, Grigore Vasiliu Birlic ca Biserică, Radu Beligan ca Mircea Cavafu, Carmen Stănescu